# Stationärer Vorgang
Ein stationärer Vorgang in der Physik und Chemie ist ein mit Bewegung von Substanz oder Energie verbundener Vorgang, bei dem sich Zustandsgrößen des betrachteten Systems im zeitlichen Verlauf nicht ändern, solange der Vorgang andauert. Beispielsweise verläuft in einem Wärmetauscher der fortwährende Wärmetransport stationär, wenn die Temperatur an einer gegebenen, beliebigen Stelle des Wärmetauschers konstant ist.
Auf eine äußere Anregung des Systems – wie etwa Einschalten, Belastungsänderung, Störung im Prozess – folgt ein Ausgleichsvorgang, der zeitlich abklingt. Wird der stationäre Vorgang durch einen Eingriff gestört, so geht der alte in einen neuen stationären Vorgang über, aber nicht sprungartig im Änderungszeitpunkt, sondern stetig.
Dabei sind zwei Ausprägungen zu sehen:
1. Es stellt sich ein aperiodischer Vorgang ein, der trotz eines Durchsatzes ruhend erscheint.[6][7][8] In einem Strömungsprozess stellt sich ein Fließgleichgewicht ein, in dem sämtliche den Vorgang kennzeichnenden Zustandsgrößen – bei endlicher Reaktionsgeschwindigkeit – zeitlich konstante Werte annehmen.[9] Beispielsweise wird ein elektrischer Leiter ab dem Einschalten eines Stroms mit der Zeit erwärmt, bis sich durch Wärmeableitung eine erhöhte, dann aber wieder konstante Temperatur einstellt, siehe Stromwärmegesetz.
2. Es stellt sich ein periodischer Vorgang ein, der als stationäre Schwingung[10][11] bezeichnet wird, wenn ihre charakteristischen Größen – Scheitelwert und Frequenz – zeitunabhängig sind.[12] Periodische Vorgänge sind von vornherein stationär.[7] Beispielsweise gehören hierzu eingeschwungene Vorgänge der Wechselstromtechnik.

Jede Art von Dämpfung eines stabil schwingfähigen Systems führt zum Abklingen der Schwingung bis zur Ruhelage. (Entsprechendes gilt für die sich aus zwei Schwingungen zusammensetzende Rotation.) Wird aber dem Prozess fortlaufend Energie zugeführt, die die Dämpfungsverluste ausgleicht, so kann der Vorgang zeitlich unbefristet ablaufen. Beispiele sind
- ein Taktgeber in einem mechanischen oder elektronischen Uhrwerk unter konstanter mechanischer oder elektrischer Spannung

oder allgemein ein Oszillator;
- eine sich auf Leerlaufdrehzahl einstellende unbelastete Maschine, solange sie am Netz ist;
- eine nicht abklingende Schwingung einer Geige, solange diese gestrichen wird.

Eine chemische Reaktion verläuft in der Regel bis zu einem chemischen Gleichgewicht mit der gegenläufigen Reaktion. Die Gesamtreaktion erscheint dann ruhend, obwohl die Einzelreaktionen weiterhin ablaufen. Daneben gibt es auch oszillierende Reaktionen. Sie fungieren beispielsweise als Taktgeber für periodische biologische Prozesse.